# Île de Sheppey
L'île de Sheppey est une île de l'estuaire de la Tamise, sur la côte Nord du Kent, à environ 61 km à l'est du centre de Londres.

## Situation et localités

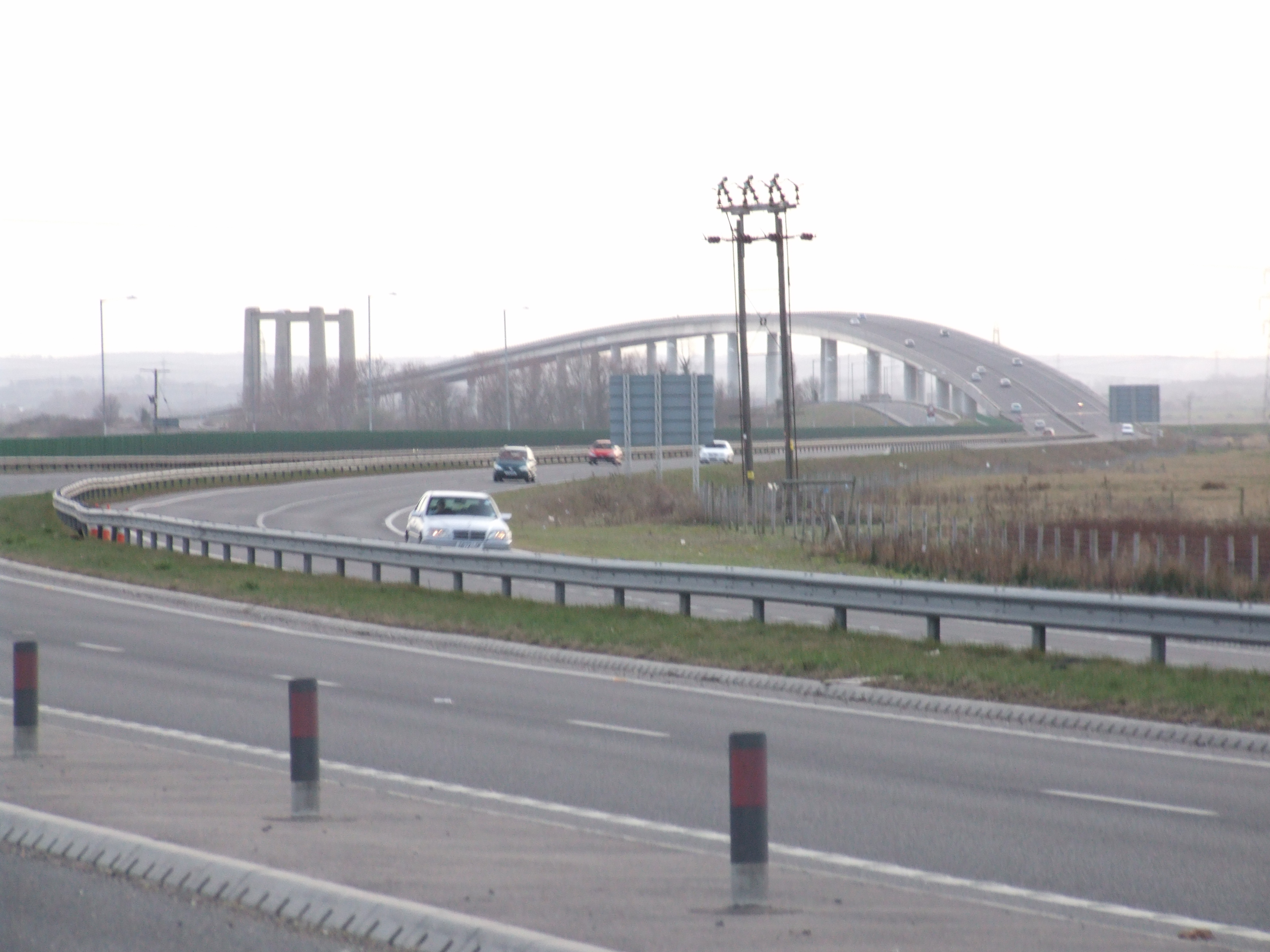
Accès au continent par le pont au-dessus du Swale.

Elle est séparée de la Grande-Bretagne par le Swale. Elle compte une population de plus de 37 000 habitants. C'est la deuxième plus grande île d'Angleterre.
Elle est composée des villes de :
- Sheerness ;
- Minster ;
- Leysdown-on-Sea ;
- Eastchurch.

## Étymologie
L'île tire son nom du vieil anglais Sceapige (« île aux moutons »).

## Histoire
L'ensemble des renclôtures de la route submersible à Kingsborough Manor atteste l'importance des hauts fonds de l'île dès le Néolithique et après. Des occupations romaines et médiévales ont été découvertes par des archéologues à Neat's Court et à St Clements Cofe, Primary School de Leysdown.
Au VIIe siècle, la reine Sexburge d'Ely y fonde le monastère de Minster-in-Sheppey. En 1667, Sheppey est occupée pendant quelques jours par les Hollandais lors du raid sur la Medway. Quelques années plus tard, en 1688, le roi Jacques II, en fuite après la Glorieuse Révolution, est fait prisonnier à Elmley[réf. nécessaire].
À la fin du XVIIIe siècle, époque de recherches sur les mortiers hydrauliques, le vicaire anglican James Parker découvre des galets aux bonnes propriétés sur les plages et en tire « un mortier ou ciment plus fort et plus dur que n’importe quel mortier ou ciment aujourd’hui préparé de manière artificielle » qu'il brevète sous le nom de « ciment de Parker » ou « ciment aquatique » (water cement) en 1796. Il s'associe à l’architecte du roi James Wyatt, et donne à sa découverte le nom de commercial de « ciment romain » vers 1799. C'est le premier ciment moderne fabriqué.
Pendant la Seconde Guerre mondiale, le SS Richard Montgomery, un liberty-ship, chargé de bombes et d'explosifs, s'échoue sur la côte où il vient rejoindre environ 200 épaves déjà répertoriées

## Économie
L'île et ses principales villes sont des destinations touristiques.
Les docks et le port représentent les éléments les plus importants de l'activité de Sheerness et de l'île entière : exportation/importation de véhicules à moteur, travaux liés à l'acier. Ces industries ne sont cependant guère en expansion et l'île a connu un plus grand dynamisme par le passé.

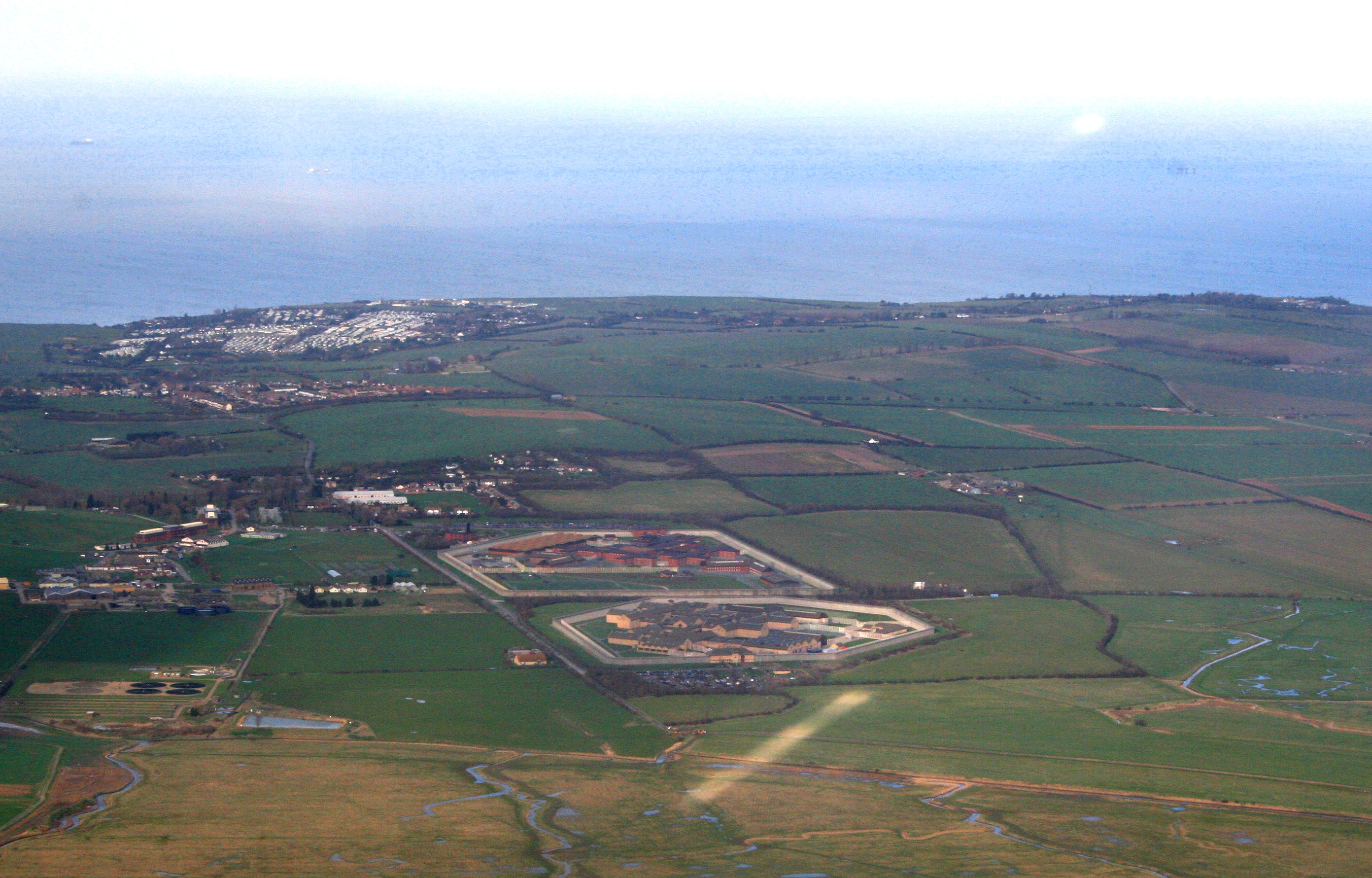
Vue aérienne du village d'Eastchurch, le terrain de camping, les trois prisons et la Mer du Nord.

Trois prisons sont situées sur l'île, au sud  du village d'Eastchurch : HMP Elmley, HMP Standford Hill et HMP Swaleside. La population carcérale du secteur s'élève à 2 800 détenus.

## Personnalités
- Rod Hull (1935–1999), humoriste anglais né sur l'île.
- Zack Sabre, Jr. (1987-), catcheur né sur l'île.
- Sam Fell (1965-), réalisateur de films d'animation né sur l'île.